# 雙球坐標系

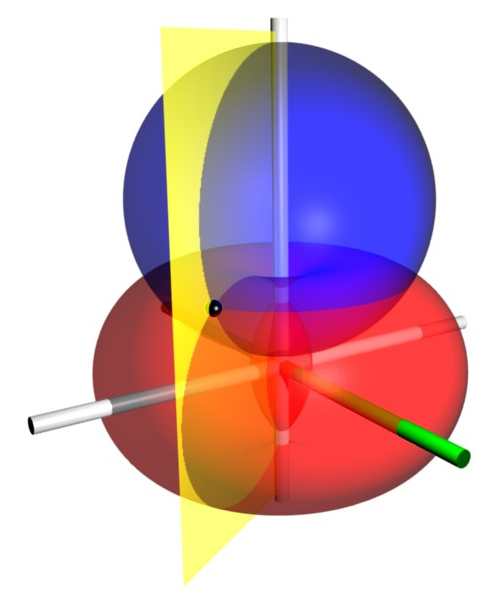
圖 1 ）雙球坐標系的幾個坐標曲面。紅色環面的 。藍色圓球面的 。黃色半平面的 。z-軸是垂直的，以白色表示。 x-軸以綠色表示。三個坐標曲面相交於點 P （以黑色的圓球表示），直角坐標大約為 。

圖 2 ）雙極坐標系繪圖。紅色圓圈變成上圖的紅色環面（ -坐標曲面），而藍色圓圈則變成藍色圓球面（ -坐標曲面）。

雙球坐標系（英語：Bispherical coordinates）是一種三維正交坐標系。設定二維雙極坐標系包含於 xz-平面。設定這雙極坐標系的兩個焦點 {\displaystyle F_{1}} 與 {\displaystyle F_{2}} 包含於 z-軸。將雙極坐標系繞著 z-軸旋轉，則可以得到雙球坐標系。在這二維雙極坐標系裏，坐標 {\displaystyle \sigma } 的等值曲線是圓圈。 經過旋轉後，圓圈變成一個環面，而圓圈的圓心變成一個包含於 xy-平面的圓圈，稱為環心圓。稱環心圓至環面的距離為環小半徑。

## 基本定義
在三維空間裏，一個點 P 的雙球坐標 {\displaystyle (\sigma ,\ \tau ,\ \phi )} 最常見的定義是
{\displaystyle x=a\ {\frac {\sin \sigma }{\cosh \tau -\cos \sigma }}\cos \phi } 、
{\displaystyle y=a\ {\frac {\sin \sigma }{\cosh \tau -\cos \sigma }}\sin \phi } 、
{\displaystyle z=a\ {\frac {\sinh \tau }{\cosh \tau -\cos \sigma }}} ；
其中，{\displaystyle (x,\ y,\ z)} 是直角坐標，{\displaystyle \sigma } 坐標是 {\displaystyle \angle F_{1}PF_{2}} 的弧度，{\displaystyle \tau } 坐標是點 P 離兩個焦點的距離 {\displaystyle d_{1}} 與 {\displaystyle d_{2}} 的比例的自然對數：
{\displaystyle \tau =\ln {\frac {d_{1}}{d_{2}}}} 。

### 坐標曲面
每一個紅色的 {\displaystyle \sigma }-坐標曲面都是包含了兩個焦點 {\displaystyle F_{1}} 與 {\displaystyle F_{2}} 環面。，每一個環面的環心圓都不相同。這些環心圓都包含於 xy-平面。環小半徑為
{\displaystyle z^{2}+\left({\sqrt {x^{2}+y^{2}}}-a\cot \sigma \right)^{2}={\frac {a^{2}}{\sin ^{2}\sigma }}} 。
當絕對值 {\displaystyle \left|\sigma \right|} 增加時，環小半徑會減小，環心圓會靠近原點。當環心圓與原點同點時，{\displaystyle \left|\sigma \right|} 達到最大值 {\displaystyle \pi /2} 。
每一個藍色的 {\displaystyle \tau }-坐標曲面都是不相交的圓球面。每一個圓球面都包圍著一個焦點；圓球心都包含於 z-軸。圓球半徑為
{\displaystyle x^{2}+y^{2}+(z-a\coth \tau )^{2}={\frac {a^{2}}{\sinh ^{2}\tau }}} 。
它們的圓球心都包含於 z-軸。正值 {\displaystyle \tau } 的圓球面在 {\displaystyle z>0} 半空間；而負值 {\displaystyle \tau } 的圓球面在 {\displaystyle z<0} 半空間。{\displaystyle \tau =0} 曲線則與 xy-平面同平面。當 {\displaystyle \tau } 值增加時，圓球面的半徑會減少，圓球心會靠近焦點。

### 逆變換

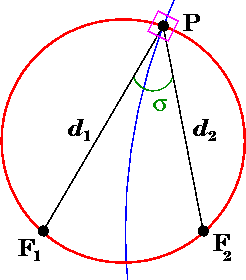
圖 3 ）點 P 的坐標 與 的幾何意義。在一個方位角 為常數的平面裏，雙球坐標系變成雙極坐標系。 是角 的弧度。 是點 P 離兩個焦點的距離 與 的比例的自然對數。 與 的等值曲線都是圓圈，分別以紅色與藍色表示。兩條等值曲線以直角相交（表示在洋紅色的方盒裏）。

雙球坐標 {\displaystyle (\sigma ,\ \tau ,\ \phi )} 可以用直角坐標 {\displaystyle (x,\ y,\ z)} 來表示。方位角 {\displaystyle \phi } 的公式為
{\displaystyle \tan \phi ={\frac {y}{x}}} 。
點 P 與兩個焦點之間的距離是
{\displaystyle d_{1}^{2}=x^{2}+y^{2}+(z+a)^{2}} 、
{\displaystyle d_{2}^{2}=x^{2}+y^{2}+(z-a)^{2}} 。
{\displaystyle \tau } 是 {\displaystyle d_{1}} 與 {\displaystyle d_{2}} 的比例的自然對數：
{\displaystyle \tau =\ln {\frac {d_{1}}{d_{2}}}} 。
如圖 3 ，{\displaystyle \angle F_{1}PF_{2}} 是兩條從點 P 到兩個焦點的線段 之間的夾角。這夾角的弧度是 {\displaystyle \sigma } 。用餘弦定理來計算：
{\displaystyle \cos \sigma ={\frac {d_{1}^{2}+d_{2}^{2}-4a^{2}}{2d_{1}d_{2}}}} 。

### 標度因子
雙球坐標 {\displaystyle \sigma } 與 {\displaystyle \tau } 的標度因子相等：
{\displaystyle h_{\sigma }=h_{\tau }={\frac {a}{\cosh \tau -\cos \sigma }}} 。
方位角的標度因子為
{\displaystyle h_{\phi }={\frac {a\sin \sigma }{\cosh \tau -\cos \sigma }}} 。
無窮小體積元素是
{\displaystyle dV={\frac {a^{3}\sin \sigma }{(\cosh \tau -\cos \sigma )^{3}}}d\sigma d\tau d\phi } 。
拉普拉斯算子是
{\displaystyle \nabla ^{2}\Phi ={\frac {\left(\cosh \tau -\cos \sigma \right)^{3}}{a^{2}\sin \sigma }}\left[{\frac {\partial }{\partial \sigma }}\left({\frac {\sin \sigma }{\cosh \tau -\cos \sigma }}{\frac {\partial \Phi }{\partial \sigma }}\right)+\sin \sigma {\frac {\partial }{\partial \tau }}\left({\frac {1}{\cosh \tau -\cos \sigma }}{\frac {\partial \Phi }{\partial \tau }}\right)+{\frac {1}{\sin \sigma \left(\cosh \tau -\cos \sigma \right)}}{\frac {\partial ^{2}\Phi }{\partial \phi ^{2}}}\right]} 。
其它微分算子，像 {\displaystyle \nabla \cdot \mathbf {F} } ， {\displaystyle \nabla \times \mathbf {F} } ，都可以用 {\displaystyle (\sigma ,\ \tau ,\ z)} 坐標表示，只要將標度因子代入在正交坐標系條目內對應的一般公式。

## 應用
雙球坐標有一個經典的應用，這是在解析像拉普拉斯方程或亥姆霍茲方程這類的偏微分方程式。在這些方程式裏，雙球坐標允許分離變數法的使用。一個典型的例題是，有兩個不同半徑的圓球導體，請問其周圍的電位與電場為什麼？應用雙球坐標，我們可以精緻地分析這个问題。